# Regiónom Nitrianskeho Kraja
Das Regiónom Nitrianskeho Kraja wurde erstmals 2023 vom Slovenský zväz cyklistiky ausgetragen und es handelt sich dabei um ein Eintagesrennen im Frauenradsport. Namensgebend ist der Nitriansky kraj, wo das Rennen ausgetragen wird.

## Ergebnisliste
| Jahr | Start – Ziel  | km   | Siegerin       | Zweite           | Dritte             |
| ---- | ------------- | ---- | -------------- | ---------------- | ------------------ |
| 2023 | Tajná → Tajná | 15,5 | Nora Jenčušová | Rotem Gafinovitz | Antri Christoforou |